# Kepler-283 c
Kepler-283 c — экзопланета у звезды класса оранжевый карлик Кеплер-283, находящейся на расстоянии 1526 св. лет от Солнца.
Планета Kepler-283 c находится в зоне обитаемости своей звезды, её период обращения составляет около 93 дней. Температура поверхности составляет 248 К (примерно -25 °C), что делает её потенциально жизнепригодной. Исследователи из Университета Пуэрто-Рико в Аресибо оценили индекс подобия Земле равным 0,79.
| #   | Название     | ESI  | SPH  | HZD   | HZC   | HZA   | pClass            | hClass      | Расстояние (св. лет) | Статус         | Год открытия   |
| --- | ------------ | ---- | ---- | ----- | ----- | ----- | ----------------- | ----------- | -------------------- | -------------- | -------------- |
| N/A | Земля        | 1.00 | 0.72 | -0.50 | -0.31 | -0.52 | теплая земля      | мезопланета | 0                    | не экзопланета | доисторический |
| 1   | Kepler-283 c | 0.79 | 0.85 | -0.58 | -0.14 | +0.69 | теплая суперземля | мезопланета | 1496.8               | подтверждена   | 2011           |